# Fayet-le-Château
Fayet-le-Château är en kommun i departementet Puy-de-Dôme i regionen Auvergne-Rhône-Alpes i centrala Frankrike. Kommunen ligger i kantonen Saint-Dier-d'Auvergne som tillhör arrondissementet Clermont-Ferrand. År 2022 hade Fayet-le-Château 381 invånare.

## Befolkningsutveckling
Antalet invånare i kommunen Fayet-le-Château
| Referens: INSEE |